# Jerzy Kruża
Jerzy Kruża (ur. 29 listopada 1943 w Rudzie) – polski gimnastyk, olimpijczyk z Meksyku 1968 i Monachium 1972.
Zawodnik klubów: Pogoń Nowy Bytom (1954-1965), Wisła Kraków (1965-1966) i Górnika Radlin (1967-1975).
Był uczestnikiem mistrzostw świata w roku 1970 podczas których Polska drużyna zajęła 5. miejsce w wieloboju drużynowym,
Uczestnik mistrzostw świata w roku 1974 podczas których zajął 59.miejsce w wieloboju indywidualnym, a wraz z kolegami zajął 10. miejsce w wieloboju drużynowym.
Na igrzyskach olimpijskich w 1968 roku zajął:
- 5. miejsce w wieloboju drużynowym,
- 39. miejsce w ćwiczeniach na koniu z łękami,
- 53. miejsce w wieloboju indywidualnym,
- 54. miejsce w skoku przez konia,
- 58. miejsce w ćwiczeniach na drążku,
- 60. miejsce w ćwiczeniach wolnych,
- 61. miejsce w ćwiczeniach na kółkach,
- 69. miejsce w ćwiczeniach na poręczach.

Na igrzyskach w roku 1972 zajął:
- 4. miejsce w wieloboju drużynowym,
- 48. miejsce w ćwiczeniach wolnych,
- 49. miejsce w ćwiczeniach na drążku,
- 50. miejsce w wieloboju indywidualnym,
- 52. miejsce w ćwiczeniach na koniu z łękami,
- 54. miejsce w skoku przez konia,
- 55. miejsce w ćwiczeniach na kółkach,
- 72. miejsce w ćwiczeniach na poręczach.